# Francisco Cabañas Pardo
Francisco Cabañas Pardo   (Ciutat de Mèxic, 22 de gener de 1912 - Ciutat de Mèxic, 26 de gener de 2002) va ser un boxejador mexicà que va competir durant les dècades de 1920 i 1930.
El 1932 va prendre part en els Jocs Olímpics d'Estiu de Los Angeles, on guanyà la medalla de plata en la categoria del pes mosca, en perdre la final contra l'hongarès István Énekes. Fou el primer medallista mexicà individual, després que l'equip de polo guanyés la medalla de bronze als Jocs de 1900.